# Capriole sotto il temporale
Capriole sotto il temporale (The Girl Savage) è un romanzo per ragazzi di Katherine Rundell.

## Storia editoriale
Katherine Rundell è nata nel Kent, in Inghilterra, nel 1987 e ha trascorso dieci anni ad Harare, nello Zimbabwe, dove suo padre era diplomatico. Quando aveva 14 anni la sua famiglia si trasferì a Bruxelles. Capriole sotto il temporale è ispirato a questo ricordo autobiografico:

## Trama
La vicenda si svolge in due luoghi più o meno nell'arco di sei mesi: in una fattoria vicino ad Harare (Zimbabwe) e in giro per Londra (soprattutto nel collegio Leewood).
Will vive in una fattoria con suo padre e il suo amico Simon, lì è molto felice e spensierata: ha il suo cavallo Shumba, il fango, gli animali, la natura e vive come una piccola selvaggia.
A 12 anni suo padre muore, viene adottata dal proprietario della fattoria: il capitano Brown. Il capitano si sposa con Cynhtia.
Per sbarazzarsi di lei, Cynhtia iscrive Will al collegio femminile Leewood a Londra.
Le altre ragazze del collegio la maltrattano. Will non ce la fa più e scappa per le vie di Londra. Si taglia i capelli, lunghi fino alle ginocchia per assomigliare a un maschio e non farsi riconoscere dalla polizia. Si nasconde in un garage e riesce a sfuggire ad una serie di controlli. Incontra una signora che la convince a ritornare al collegio. Ritornata, le altre ragazze si comportano molto meglio di prima e Will è molto felice.

## Personaggi
WilhelminaDetta anche Will, Saltarupe, Selvaggia, Mattana, Genetta, ecc., la protagonista del racconto, è abile, bassa di statura, ha 12 anni, le muore la madre a 5 anni e il papà a 12, viene mandata in un collegio in Inghilterra contro la sua volontà.
SimonMigliore amico di Will e simile a lei.
WilliamPadre di Will.
Le ragazze del collegioPrima antipatiche e cattive e poi buone nei confronti di Will.

## Edizioni
- (EN) Katherine Rundell, The Girl Savage, Londra, Faber & Faber, 2011.
- Katherine Rundell, Capriole sotto il temporale, Milano, Rizzoli, 2018.